# Monbrun
 Monbrun  là một xã thuộc tỉnh Gers trong vùng Occitanie tây nam nước Pháp. Xã này có độ cao từ 158-225 mét trên mực nước biển.